# 職業に貴賎なし
職業に貴賎なし（しょくぎょうにきせんなし）は、江戸時代からのことわざ。

## 概要
職業による社会的地位の格差はあってはならず、どんな職業であるかによって人を差別や値踏みをするべきではないという意味。尊い職業と卑しい職業での格差は存在せず、全ての職業が尊い営みであるとする。

### 歴史
江戸時代の石田梅岩の著作である『都鄙問答』からの言葉。勤労とは世の中に役立つ尊い行為であり、当時に存在していた士農工商という身分とは関係が無いという著者の倫理観から。
日沖健は、石田梅岩は現代の用法とは違って職業内での地位の高低によって人間の価値は決まらないとしているとする。対して現代では職業そのものに貴賎は無いという意味で用いられているとする。石田梅岩の主張を現代に当てはめてみれば、ドナルド・ジョン・トランプやカルロス・ゴーンなどは人を押しのけてでも自分が上に上がろうとする意地汚い性格であり、このようであるため職業内において上の地位に就いているからといって、人間としての価値の高低が定まるかとは関係が無さそうであるとする。対して職業そのものの貴賎は存在すると考える。単純労働も価値があり必要とされていると言われるが、機械化しようと知恵を絞られており、無くそうとされている事に価値が有ると言うのには無理があるとする。